# SN 1993ac
SN 1993ac – supernowa typu Ia odkryta 10 października 1993 roku w galaktyce PGC0017787. Jej maksymalna jasność wynosiła 18,36m.